# Otto Beckmann (Schauspieler)
Otto Beckmann (* 1974 in Wien) ist ein österreichischer Schauspieler, Musiker und Autor.

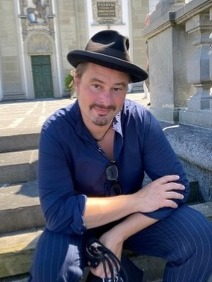
Otto Beckmann 2023 in Luzern

## Ausbildung und Werdegang
Otto Beckmann besuchte das BG und BRG Baden Biondekgasse, wo er unter der Leitung von Reinhold Schaffrath erste Erfahrungen im Bühnenspiel sammeln durfte. 1990 qualifizierte er sich während eines Auslandsjahres in den USA in der Kategorie „Prose Poetry“ für die Ohio State Finals der National Forensic Association. Nach der Matura folgte ein Studium der Theaterwissenschaft und Philosophie, welches er abbrach, um an der Bayerischen Theaterakademie August Everding in München Schauspiel zu studieren. In dieser Zeit gastierte er bereits am Bayerischen Staatsschauspiel München, dem Prinzregententheater sowie den Freilichtspielen Schwäbisch Hall. 2000 erhielt er sein Schauspieldiplom.
Bereits während des Studiums wirkte Beckmann in einigen Filmen der HFF München und später unter anderem in dem Film Merry Christmas (französischer Titel: Joyeux Noël) des Regisseurs Christian Carion mit.
2013 gründete er zusammen mit dem Gitarristen Jonas Rausch die Blues- und Psychedelic-Rock-Band „Otto & der Rausch“.

## Theaterrollen (Auswahl)
- 1999: Mephisto in Faust von Johann Wolfgang von Goethe, Akademie Theater München, Regie: Andreas Kriegenburg[4]
- 1999: Kind in Krankheit oder moderne Frauen von Elfriede Jelinek, Cuvelliés Theater München, Regie: Amélie Niermeyer[4]
- 2000: Lucifer in De Temporum Fine Comoedia von Carl Orff, Prinzregententheater München, Regie: Kurt Horres[4]
- 2001: Romeo in Romeo und Julia von William Shakespeare im Haller Globe, Regie: Achim Plato[5]
- 2001: Max in Zur schönen Aussicht von Ödön von Horváth, Murnauer Horvath-Tage, Regie: Georg Büttel[4]
- 2003: Adson von Melk in Der Name der Rose von Umberto Eco, Festspiele Schwäbisch Hall, Regie: Henry Arnold[4]
- 2003 Mona in Decaptation Strike von Maxi Obexer, Schauburg Rotterdam/Sophiensäle Berlin, Regie: Eric-Ward Geerlings[4]
- 2004 Charly Monroe in East meets West von Micky McCooper, Theaterdiscounter Berlin, Regie: Niels Kurvin[6]
- 2004–2015 Rudi Knebel in Die Feuerzangenbowle von Heinrich Spoerl, Komödie am Bayerischen Hof, Regie: Karl Absenger[4]
- 2005: Solokabarett „TOD/LACHEN - Sorge Dich nicht, stirb!“ von Otto Beckmann, Unterton München, Regie: Georg Büttel[7]
- 2006: Franz in Der Meineidbauer von Ludwig Anzengruber, Kultursommer Garmisch-Partenkirchen, Regie: Georg Büttel[4]
- 2007–2009: Norman in Norman, bist Du es? von Clark/Bobrick, Komödie Düsseldorf, Regie: Helmuth Fuschl[8]
- 2008: Elliot in Endlich allein! von Lawrence Roman, Komödie Düsseldorf, Regie: Helmuth Fuschl[4]
- 2009/10: Fellner in Indien von Josef Hader und Alfred Dorfer, Wallgraben Theater, Regie: Christian Bronder[4]
- 2011: Beckmann in Draußen vor der Tür von Wolfgang Borchert, Wallgraben Theater, Regie: Regine Effinger[9]
- 2011: Karl Moor in Die Räuber von Friedrich Schiller, Kultursommer Garmisch-Partenkirchen, Regie: Georg Büttel[10]
- 2012: Figaro in Der tollste Tag von Peter Turrini, Festspiele Wangen, Regie: Anatol Preissler[4]
- 2013: Candide in Candide von Voltaire, Grewe Tournee, Regie: Manfred Grewe[4]
- 2013/15 Eugen Reithofer in Der ewige Spießer von Ödön von Horváth, Horváth Gesellschaft Murnau, Regie: Georg Büttel[4]
- 2014: Aljoscha in Die Brüder Karamasow von Fjodor Dostojewski, Grewe Tournee, Regie: Manfred Grewe[4]
- 2015: Mario in Wir sind keine Barbaren von Philipp Löhle, Wallgraben Theater, Regie: Peter Willi Hermanns[4]
- 2016/17: Piffke in Der Bettelstudent von Carl Millöcker, Volksoper Wien, Regie: Anatol Preissler[4]
- 2016/17: Paul in Wir sind Gewinner von Ives Pancera, Theater Radix, Regie: Ives Pancera[4]
- 2017: Henri IV. in Die Bartholomäusnacht von Alexander Hauer und Stefan Lack, Regie: Alexander Hauer[4]
- 2017–19: Karl Kraus, Alexander Girardi, Josef Hofmann in „Willkommen in meinem Salon“ von Beatrice Gleicher, Palais Schönburg, Regie: Erhard Pauer[4]
- 2018: Sherlock Holmes in Sherlock Holmes und der Tod des Bayernkönigs von Dogberry&Probstein, Luisenburg Festspiele, Regie: Anatol Preissler[11]
- 2019: Victor in Adel verpflichtet von Dogberry&Probstein, Schlossparktheater Berlin, Regie: Anatol Preissler[12]
- 2021: Meister Hora in Momo von Michael Ende, Festspiele Bad Hersfeld, Regie: Georg Büttel[13]
- 2021/22: u. a. Kaiser Wilhelm II. in Die letzten Tage der Menschheit von Karl Kraus, Teamtheater München, Regie: Georg Büttel[14]
- 2022: Milo Tindle in Revanche von Anthony Shaffer, Theater zum Fürchten, Regie: Sam Madwar[15]
- 2023: Woyzeck in Woyzeck von Georg Büchner, Deutsche Bühne Ungarn, Regie: Nemanja Petronje[16]
- 2023: Meister in Krabat von Ottfried Preussler, Schlossfestspiele Ettlingen, Regie: Mirjam Kälberer[17]
- 2024: Jedermann in Jedermann, von Hugo von Hofmannsthal, Turbine Theater Zürich, Regie: Nico Jacomet[18]
- 2024: Andreas Kartak in Die Legende vom heiligen Trinker von Joseph Roth, Teamtheater München, Regie: Georg Büttel[19]
- 2024: Algernon Montcrieff in Bunbury von Oscar Wilde, Deutsche Bühne Ungarn, Regie: Georg Büttel[4]
- 2025: Frank Manero sen. in Saturday Night Fever von Stigwood/Oakes, Seefestspiele Mörbisch, Regie: Karl Absenger[20]

## Film- und Fernseharbeit (Auswahl)
Während des Studiums arbeitete Beckmann mit Regisseuren der HFF München wie Markus Mörth (Kleine Diebe) oder Kabel Kain (Sterne) zusammen. Später hatte er Gelegenheit mit Regisseuren wie Stefan Ruzowitzky (Die Männer ihrer Majestät) oder Christian Carion in Merry Christmas, der 2006 als bester ausländischer Film für den Oscar nominiert war, zu arbeiten.
Im Fernsehen war er in Filmen wie Eine ungewöhnliche Affäre von Maris Pfeiffer oder Tausend mal berührt von Helmut Förnbacher zu sehen und spielte Gastrollen in TV-Serien wie Tatort, In aller Freundschaft, Der Bulle von Tölz, SOKO 5113, Sturm der Liebe, Der Bergdoktor oder Forsthaus Falkenau.

## Musik
Zusammen mit dem Gitarristen Jonas Rausch gründete er 2013 die Band „Otto & der Rausch“, die sich auf Blues und Psychedelic-Rock mit wienerischen Texten aus Beckmanns Feder spezialisiert. Das Duo erfuhr für die Aufnahmen zum Debüt „Schilcher schiffen im Schilf“ Verstärkung durch den französischen Posaunisten Lou Lecaudey, Hannes Farrenkopf am Bass und Fred Eric Peterson an den Drums. „Schilcher schiffen im Schilf“ erschien 2018 bei Preiser Records in Wien. Für die Single-Auskopplungen „Sparschweindl Blues“ und „Tränen des Eros“ wurden Musikvideos von der preisgekrönte Regisseurin Cosmea Spelleken gedreht. 2019 gab es eine kleine Tour in Quintett-Besetzung, nach welcher im Februar 2020 im Elsass das Folgealbum „Alles ist eitel“ aufgenommen wurde. „Alles ist eitel“ erschien 2023 ebenfalls bei Preiser, diesmal mit Videos des Regisseurs und Schauspielers Arno Friedrich (Song: „Die Marmeladeninsel“) und der Bühnenbildnerin und Miniaturkünstlerin Katharina Raab (Song: „Wolken“).

## Arbeit als Autor
Otto Beckmann verfasste zusammen mit Anatol Preissler unter dem Pseudonym „Dogberry&Probstein“ mehrere Komödien, die alle erfolgreich zur Aufführung kamen und bei den Verlagen Felix Bloch Erben und Litag verlegt sind:
- „Adel verpflichtet“ (Uraufführung: 29.11. 2018 im Ernst Deutsch Theater Hamburg)[12]
- „Sherlock Holmes und der Tod des Bayernkönigs“ (Uraufführung: 13.7. 2018 Luisenburgfestspiele Wunsiedel)[11]
- „Papa Papageno“ (Uraufführung: 19.10.2019 MTW-Freiolsheim)[26]
- „Pater Brown und der Tod Schneewittchens“ (Uraufführung: 15.8.2024 Theater Gastspiele Fürth)[27]

Als Übersetzer übertrug Beckmann die Komödie „Schmetterlinge sind frei“ (englisches Original: Butterflies Are Free) des amerikanischen Dramatikers Leonard Gershe ins Deutsche.